# Atari VCS (2020)
Atari VCS (anfangs unter dem Codename Ataribox entwickelt) ist eine 2021 veröffentlichte Spielkonsole und Set-Top-Box. Im Zuge einer Welle von Retrokonsole versuchte der Hersteller Atari SA ebenfalls ein Produkt mit einer umfangreichen Auswahl alter Atari-Spieleklassiker auf den Markt zu bringen. Zusätzlich sollte sie sich durch moderne Nutzungsmöglichkeiten wie Video-Streaming und zeitgemäßer Hardware für das Aufspielen kleinerer Independent-Produktionen von der Konkurrenz abheben. Nach einer Anschubfinanzierung mit Hilfe einer Crowdfunding-Kampagne und einer wechselhaften Entwicklungsphase wurden 2020 die ersten Geräte an Unterstützer ausgeliefert. 2022 stellte Atari die Produktion wegen des ausbleibenden Erfolgs wieder ein.

## Hardware
Die Hardware des Systems ist aufgebaut um eine auf AMDs Zen-Architektur basierende APU, bestehend aus einem Ryzen-Embedded-Prozessor und einer Radeon-Vega-Grafikeinheit. Es wurde kein Laufwerk verbaut, Daten und Programme müssen heruntergeladen werden.
| CPU/GPU    | AMD Ryzen Embedded R1606 mit 2,6 GHz Dual-Core (vier Threads, bis max. 3,5 GHz) |
| GPU        | AMD Radeon Vega 3 mit 3 Compute Units, 1,2 GHz                                  |
| Speicher   | 32 GB eMMC interner Speicher M.2-Erweiterungsslot für interne SSD               |
| RAM        | 2×4 GB DDR4 RAM (erweiterbar auf 2× 8 GB)                                       |
| Anschlüsse | HDMI 2.0, Gigabit Ethernet, 4× USB 3.1 (2× Front, 2× rückseitig)                |
| Drahtlos   | Bluetooth 4.0, Wi-Fi 4 (802.11 b/g/n 2,4/5 GHz)                                 |

Das Design des Konsolengehäuse wurde angelehnt an das Design des Atari 2600, Ataris erster Spielkonsole aus dem Jahr 1977. Hergestellt wurde das Atari VCS in zwei Farbvariante. Variante 1 besitzt eine onyxfarbene Frontblende bei rotfarbiger Rückseite, Variante 2 besitzt eine ebenfalls an den Atari 2600 angelehnte walnussfarbene Front bei schwarzer Rückblende. Die Konsole wurde von Flex, die Gamecontroller von PowerA produziert.

## Software
Das Atari VCS verwendet mit AtariOS ein auf Debian Linux basiertes Betriebssystem mit eigener Benutzeroberfläche, das auch mit zeitgenössischen Spielen und Multimediadiensten kompatibel ist. Die Software wurde speziell dafür entworfen, als Nutzer weitere mit Linux kompatible Anwendungen auf das System laden zu können. Diese schließt Live-Stream-Anwendungen, Musikzuspieler sowie Webbrowser mit ein.
Es enthält mit dem Atari Vault Vol. 1 etwa 100 vorinstallierte klassische Atari-Spiele, die durch Zukauf des Pakets Vol. 2 nochmals erweitert werden können. Weiterhin vorinstalliert sind die Mediensoftware Plex und der Retro-Gameservice Antstream Arcade.

## Entwicklung
Die Entwicklung des Atari VCS verlief sehr wechselhaft. Erstmals öffentlich vorgestellt wurde das System im Juni 2017. Inspiriert von den Erfolgen von Retrokonsolen wie dem NES Classic Mini beschloss Atari die Entwicklung einer eigenen, retro-inspirierten Konsole, die nicht nur alte Atari-Klassiker enthalten, sondern aufgrund zeitgemäßer Hardware und eines Linux-basierten Betriebssystems auch zeitgenössische Independent-Spiele und Streaming-Services unterstützen sollte. Als Verkaufspreis wurde zunächst ein Mindestpreis von 250 US-Dollar kommuniziert. Die ursprünglich für Dezember 2017 angekündigte Crowdfunding- und Vorbestellphase wurde kurzfristig auf zunächst unbestimmte Zeit verschoben. Im März 2018 erfolgte die Umbenennung des Produkts von Ataribox in Atari VCS. Zugleich verließ der bisherige Projektleiter Feargal Mac Conuladh das Unternehmen. Die Vorbestellungsphase begann schließlich am 30. Mai 2018 als Crowdfunding-Kampagne auf der Plattform Indiegogo. Als Hardware wurde zunächst noch ein Kombination aus einer AMD-CPU des Typs Bristol Ridge A10 mit einer Radeon-R7-Grafikeinheit und 4 GB DDR4-RAM angekündigt. Innerhalb eines Tages überschritt die Finanzierungssumme die Marke von zwei Millionen US-Dollar. Die Kampagne endete am 30. Juni mit Finanzierungszusagen von zunächst 2,77 Millionen US-Dollar.
Für Vorbesteller sollte das Atari VCS ursprünglich im Dezember 2019 zugestellt werden und im Einzelhandel ab März 2020 zu kaufen sein, was aufgrund von Lieferengpässen bei verschiedenen Bauteilzulieferern und Querelen im Entwicklungsprozess nicht umgesetzt werden konnte. Im März 2019 verschob Atari die Veröffentlichung auf Ende des Jahres. Als Grund wurde der Wechsel der APU auf die final verbaute Zen-Architektur mit Vega-Grafikeinheit genannt. Oktober 2019 kamen zwischenzeitlich Zweifel darüber auf, ob die Spielkonsole überhaupt auf den Markt kommt. Auslöser war ein Interview mit dem hauptverantwortlichen Entwickler, Rob Wyatt, der das Projekt im Streit über ausgebliebene Zahlungen seitens Atari verlassen hatte. Im August 2020 wurde erneut die Veröffentlichung der Konsole bestätigt. Sie sollte Blockchain-Spiele unterstützen. Im August 2020 wurde eine Kooperation mit dem Client-Server-Medienabspielsystem Plex bekannt gegeben. Im Dezember 2020 wurde die Verwendung des Webbrowsers Google Chrome bekannt gegeben. Gleichzeitig kündigte Atari die Auslieferung der rund 10.000 Geräte für seine Crowdfunding-Unterstützer an. Zum Jahresende waren alle Geräte an die Erstbesteller ausgeliefert. Im Juni 2021 kam die Konsole schließlich für 300 US-Dollar und als sogenanntes „All-in Bundle“ mit Gamepad und Joystick für 400 US-Dollar in den regulären Handel.

## Rezeption
Die Bewertungen der Konsole fielen verhalten aus. Ein Kritikpunkt war etwa der Kaufpreis im Verhältnis zur gebotenen Leistung und im Vergleich zur Konkurrenz. So koste die Variante mit Game Controllern für 400 US-Dollar genauso viel wie eine Nintendo Switch, Xbox Series S oder eine PlayStation 5 Digital Edition. Probleme bereitete auch die angekündigte Unterstützung für alternative Betriebssysteme.

„With no exciting killer apps, the Atari VCS just a more attractive version of the countless cheap x64 mini PCs on the market. However, unlike those generic systems, the locked BIOS on the VCS prevents users from using the console as desired. Given the shoddy state of the default Atari OS and the other issues I’ve encountered, it’s hard to recommend the VCS as anything other than an oddity.“

„Ohne aufregende Killer-Apps ist der Atari VCS nur eine etwas attraktivere Version der unzähligen billigen x64-Mini-PCs auf dem Markt. Im Gegensatz zu diesen generischen Systemen verhindert das gesperrte BIOS auf dem VCS jedoch, dass Benutzer die Konsole wie gewünscht nutzen können. Angesichts des schäbigen Zustands des standardmäßig installierten Atari OS und der anderen Probleme, auf die ich gestoßen bin, ist es schwer, das VCS als etwas anderes als eine Kuriosität zu empfehlen.“

Im Dezember 2022 gab Atari die Einstellung der VCS-Produktion bekannt. Das Unternehmen hatte einen Verlust von 5,3 Millionen US-Dollar zu vermelden, die Umsätze des VCS waren von 2,3 Millionen US-Dollar im Vorjahr auf gerade einmal 200.000 US-Dollar gesunken.